# Meulers

Meulers este o comună în departamentul Seine-Maritime, Franța. În 1 ianuarie 2022 avea o populație de 579 de locuitori.